# Custos

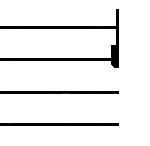
Custos ve tvaru půlené neumy na konci notové osnovy v kvadrátní notaci

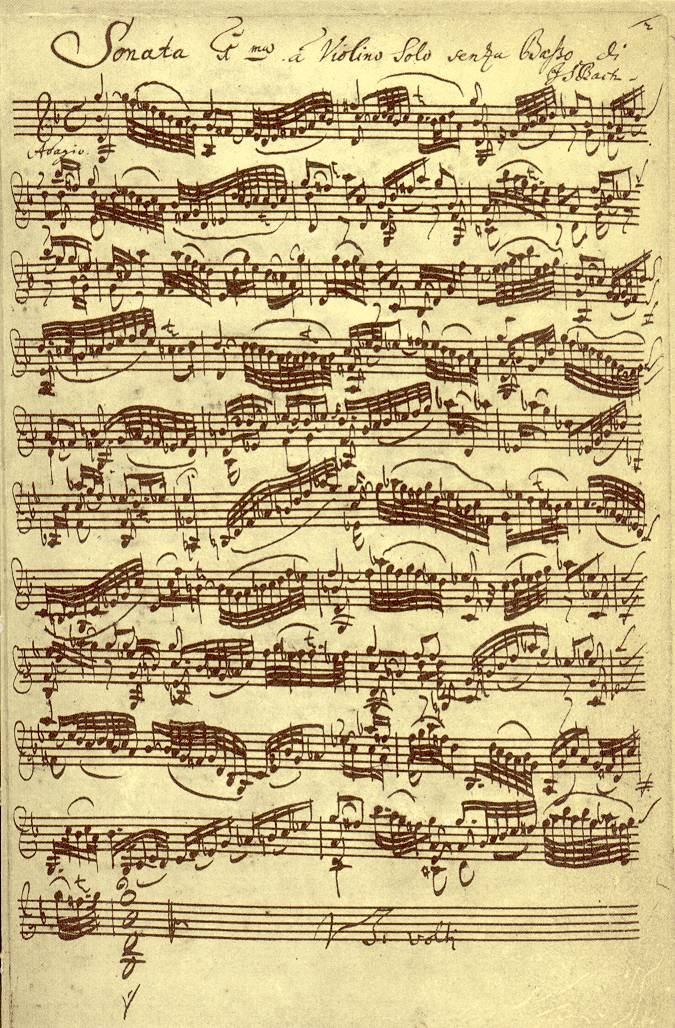
Custodes na konci každé řádky (J. S. Bach, BWV 1001, 1. věta)

Custos (v plurálu custodes, latinsky strážce, hlídač) je pomocné znaménko v Kvadrátní notaci gregoriánského chorálu, bílé a částečně také černé mensurální notaci. 

## Popis
Je umístěn výhradně na konci notové osnovy nebo před změnou notového klíče a označuje tón, kterým bude pokračovat další řádka. Custodes se nezpívají, slouží pouze jako pomůcka při čtení tím, že předjímají notu na další řádce osnovy a usnadňují tak čtení následující noty.

## Použití
Custodes byly využívány také ve skladbách barokních a klasických skladatelů, např. u Antonia Vivaldiho či J. S. Bacha. Kupříkladu Bach notoval autografy svých Sonát a partit pro sólové housle jako menší noty s rozmáchlou nožkou na konci notové řádky, které odpovídaly první notě či akordu následující řádky, k usnadnění čtení z listu.
Ve francouzských učebnicích 18. století nalezneme také označení guidon, v anglické literatuře direct, v italské mostra, či v německé Weiser. 